# Manuel Antônio dos Passos e Silva

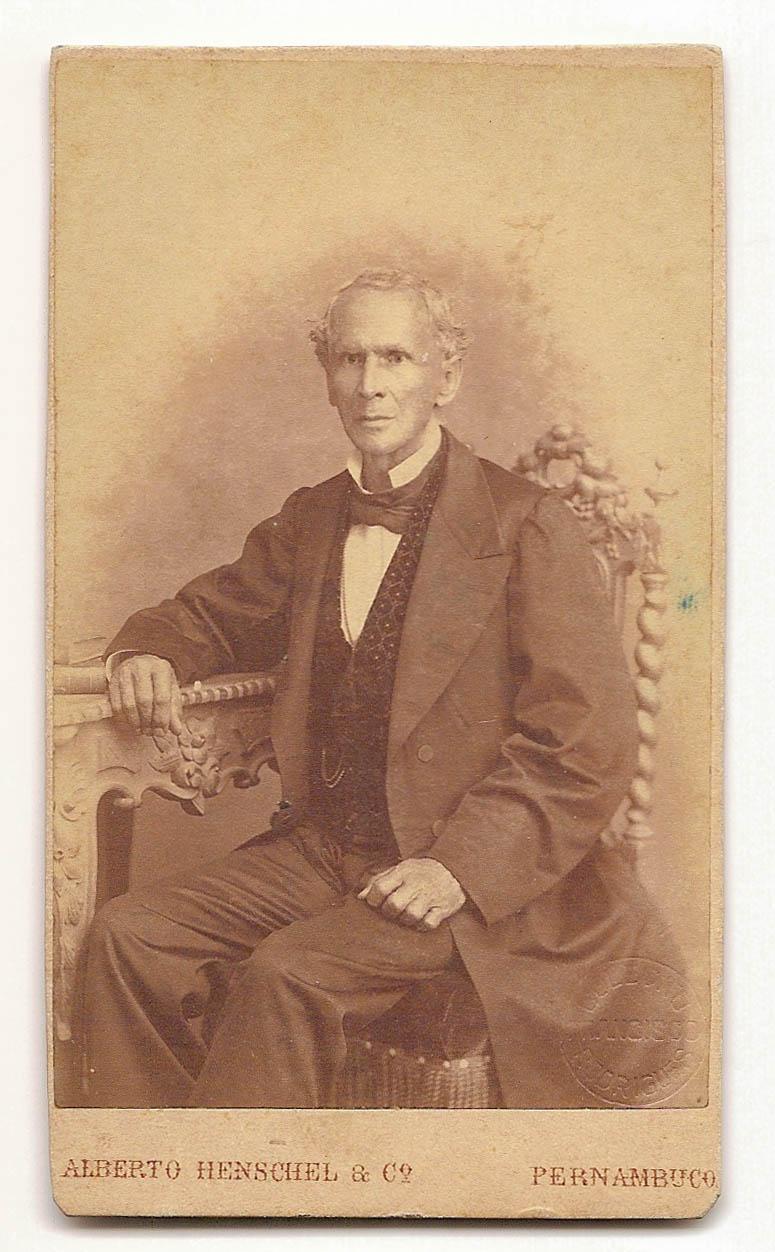
Manoel Antônio dos Passos e Silva, Barão de Tacaruna.

Manuel Antônio dos Passos e Silva, primeiro e único barão de Tacaruna (Olinda, Pernambuco, 1807 — Olinda, 16 de dezembro de 1887), foi um político e nobre brasileiro.
Militou na política filiado ao Partido Conservador. Casou com D. Clara Alexandrina Antunes, nascida a 18 de agosto de 1832 e falecida a 25 de julho de 1916, em Recife, Pernambuco.
Agraciado barão em 22 de fevereiro de 1873, era tenente-coronel da Guarda Nacional.